# Bielice Parsów
Bielice Parsów – nieczynny przystanek kolejowy w Bielicach w powiecie pyrzyckim, w województwie zachodniopomorskim, w Polsce.